# Mauveïna

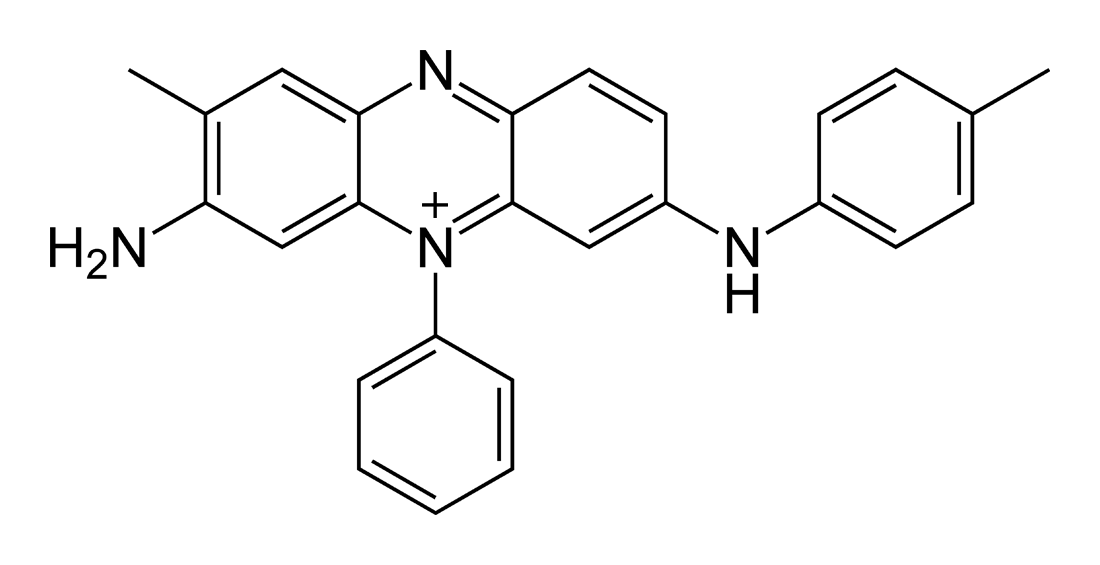
Estructura de la mauveïna

La mauveïna (en anglès: mauveine, en francès: mauvéine) va ser el primer colorant industrial sintètic. El seu nom comú deriva de la malva. El seu nom químic és acetat de 3-amino-2,±9-dimetil-5-fenil-7-(p-tolilamino)fenazini. La seva fórmula química és C26H23N₄+X− (per la mauveïna A) i C27H25N₄+X− (per la mauveïna B).

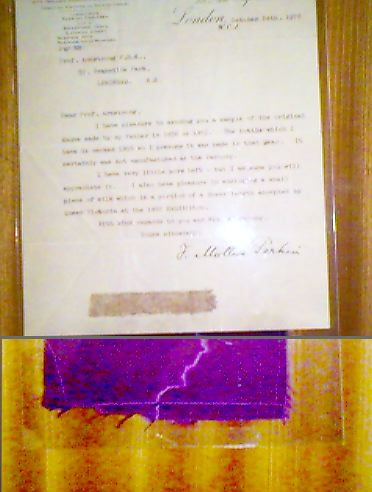
Carta del fill de Perkin, amb una mostra de seda acolorida amb mauveïna

## Història
A Londres el 1856, William Henry Perkin, que aleshores tenia 18 anys, treballava sobre una forma sintètica de la quinina amb intenció de trobar una substància contra la malària, participant en un concurs promocionat pel seu professor August Wilhelm von Hofmann. Fent assajos, Perkin va oxidar anilina amb dicromat de potassi. En aquestes condicions l'anilina reacciona amb les impureses de toluïdina presents en la mescla i es produeix un sòlid negre. Perkin descobrí que certs components d'aquest sòlid negre eren solubles en alcohol i donaven una solució de color viola i comprovà que eren tints eficaços per la seda i per la llana.
L'estructura molecular de la mauveïna és difícil de provar, i no va ser fins a l'any 1994 que va ser coneguda de manera exacta.
Perkin comercialitzà el seu descobriment, la mauveïna, i muntà la primera fàbrica de tints artificials de món a Greenford Green, prop de Greenford. Sis anys més tard la reina Victòria del Regne Unit aparegué a la Royal Exhibition amb un vestit de seda acolorit amb la mauveïna.
Més tard, els estudis dels colorants químics van portar igualment al desenvolupament dels fàrmacs moderns.

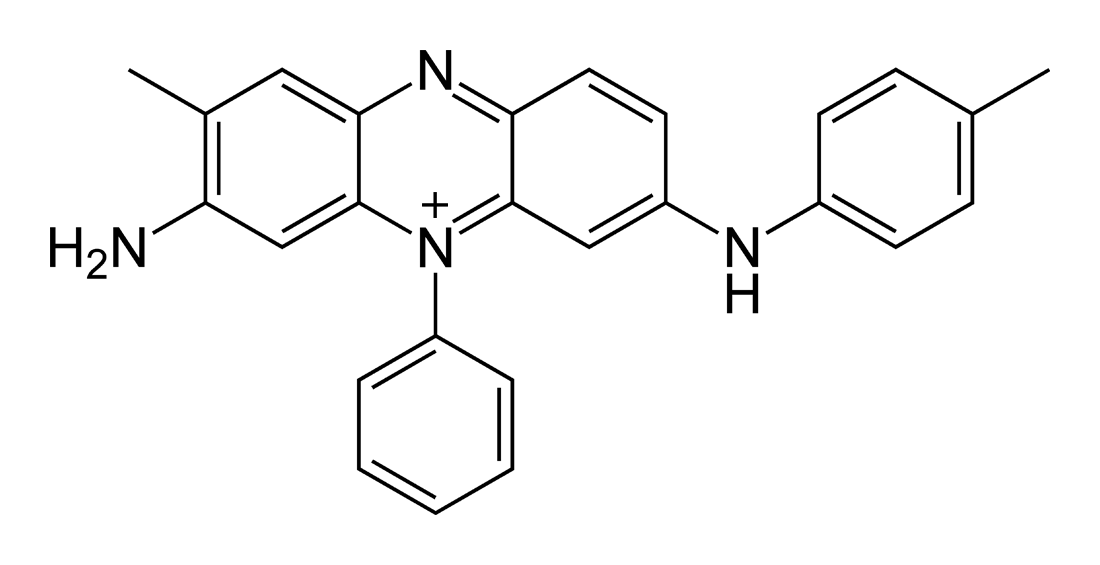
fórmula topològica de la mauveïna A
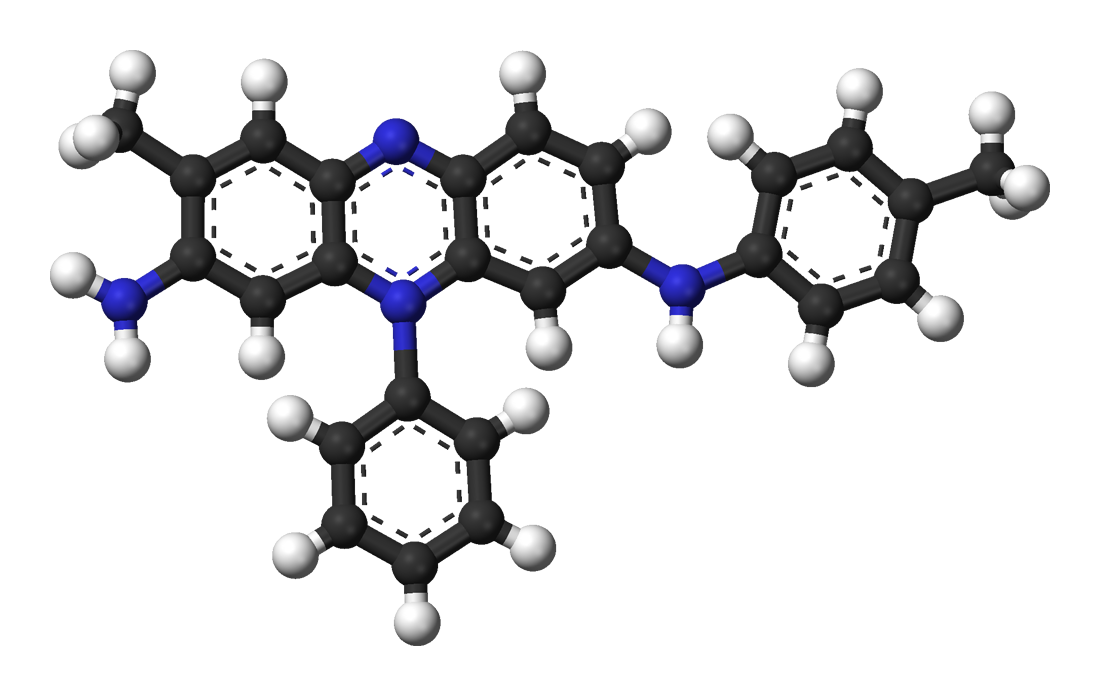
model de boles i bastons de la mauveïna A
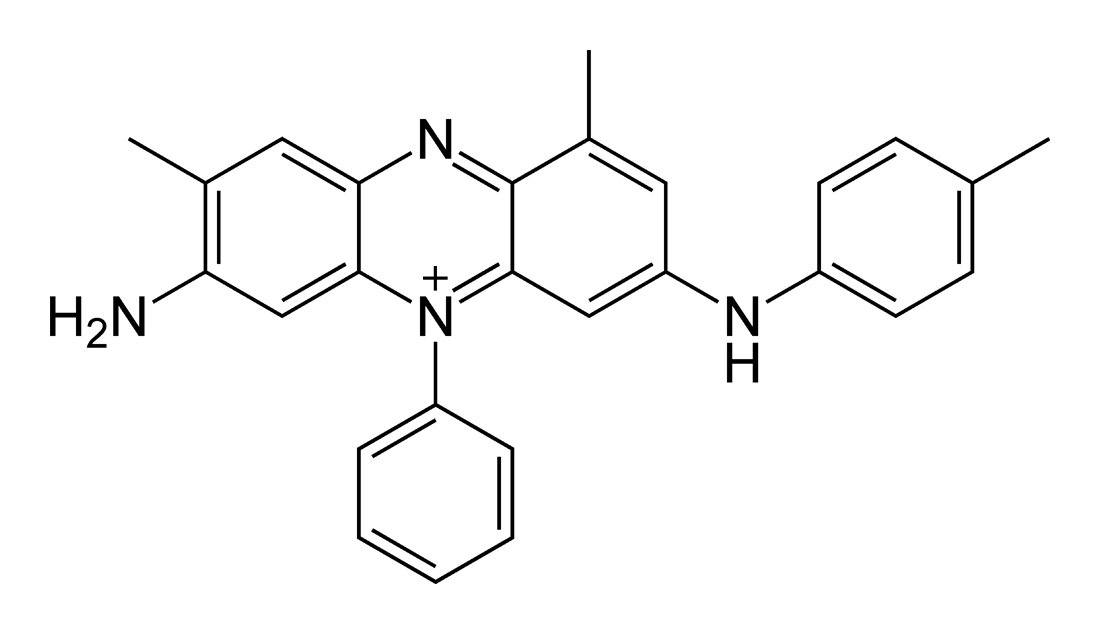
fórmula topològica de la mauveïna B
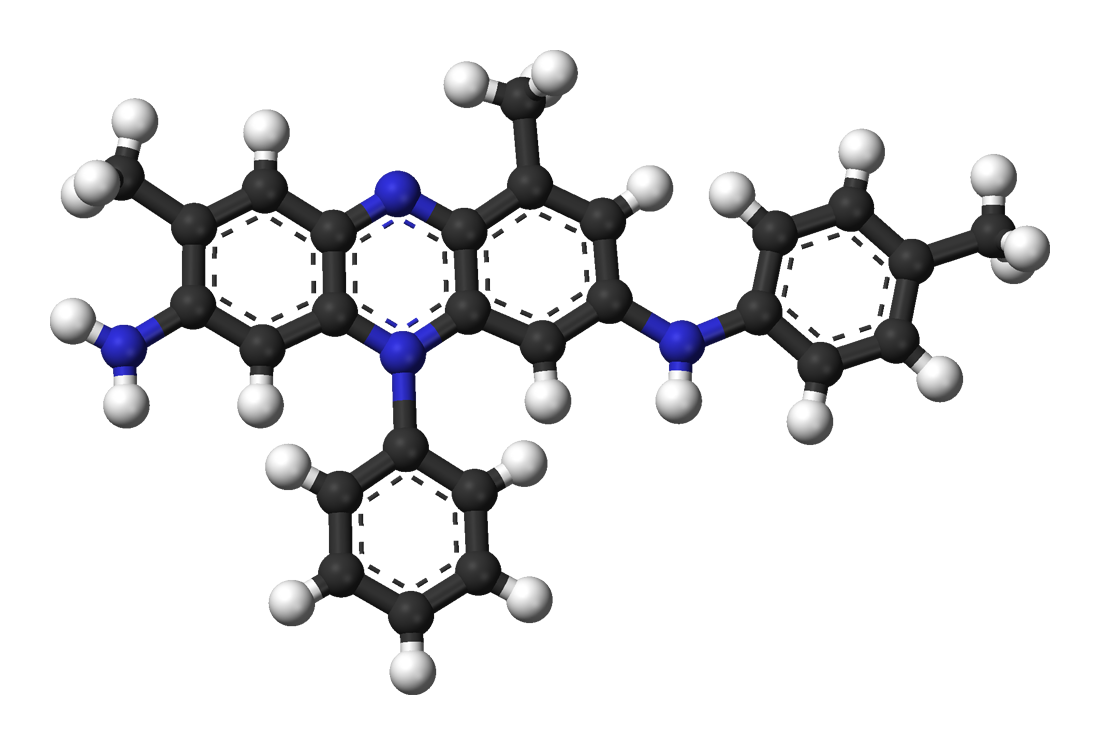
model de boles i bastons de la mauveïna B

De fet, és la mescla de dos compostos aromàtics, el principal dels quals és la mauveïna A, el minoritari és la mauveïna B, que presenta un grup metil suplementari. El 2007 es van identificar dos compostos més de la mauveïna: la mauveïna C i la mauveïna B2, essent aquest segon un isòmer de la mauveïna B.